# Trigger-Mechanismus
Der Trigger-Mechanismus ist ein von Bakterien vermittelter Invasionsprozess in eukaryotische Zellen. Hierbei werden mittels eines Typ-III-Sekretionssystems Mediatoren in die Wirtszelle injiziert, die eine Aktinpolymerisation und -depolymerisation bzw. Membranausstülpungen induzieren und letztendlich zur Aufnahme des Bakteriums führen. Die pathogenen Salmonellen und Shigellen nutzen den Trigger-Mechanismus zur Invasion. 